# Estoril (vasútállomás)
Az Estoril vasútállomás, elterjedtebb nevén Estoril állomás egy a Lisszabon fővárost Cascaisszal összekötő vasúti állomások közt Estorilban, Portugáliában.

## Kialakítása
2011 januárjában az estorili vasútállomás három közlekedési útvonallal rendelkezett, amelyek hossza 244–219 m; a peronok egyaránt 200 m hosszúak és 110 cm magasak voltak.

## Története
A 19. század közepén a Lisszabontól nyugatra fekvő tengerparti régió, beleértve Estorilt is, fejletlen terület volt, csak kis halászfalvak és néhány impozáns kúria tarkította őket.
Ez a helyzet az 1850-es és 1860-as évektől kezdve változni kezdett, a királyi család és a nemesség Cascais-ig történő telepítése és a fürdőturizmus fokozatos bevezetése okán, amely megnövelte Lisszabon leggazdagabb családjainak keresetét. Például az Estoril a vidéki házak építésének egyik legkedveltebb helyévé vált.
Így a part menti övezetben új utak építésével felmerült az ötlet is, hogy vasútvonal kösse össze Lisszabont Cascais-szal. 1887. április 9-én a Companhia Real dos Caminhos de Ferro Portugueses engedélyt kapott arra, hogy építsen egy vonalat Lisszabontól Cascaisig.
A következő évben ez a vonal már építés alatt állt és az Estoril állomás is része annak a Pedrouços és Cascais közötti szakasznak, amelyet a Companhia Real dos Caminhos de Ferro Portugueses nyitott meg szolgálatra 1889. szeptember 30-án.
Az Estoril állomást a Sud Expresso vonat a 20. század folyamán többször is kiszolgálta, a járatot a második világháború és a spanyol polgárháború miatt megszakították.
A XX. század elején újra előjött az Estoril régió átalakításának gondolata. Így a régiót amelyet addig főként a főváros lakói és a külföldiek használtak rövid téli üdülésre, jelentős nemzetközi turisztikai központnak kezdték tekinteni. Úgy vélték, hogy a Cascais-vonal gőzmozdonyokat használó vonószerkezete nem alkalmas a vonal jövőbeni jellemzőire, mivel egyre inkább fontos idegenforgalmi és elővárosi közlekedési csomópontként tekintettek a környékre. Így kezdtek a vonal villamosításához: 1918. augusztus 7-én a Cascais-vonalat bérbe adták a Sociedade Estoril számára, azzal a kötelezettséggel, hogy villamosítsa azt. Abban az időben az Estoril állomás már egy közelben található szállodát szolgált, a Hotel Paris néven ismertet.
Az első világháború gazdasági következményei azonban késleltették a Cascais-vonal korszerűsítésének projektjét, amelynek munkálatai csak az 1920-as években kezdődhettek el. Az Estoril Társaság a vasút villamosítása és az elektromos mozdonyok bevezetése mellett a vonalon lévő fő állomások, köztük az Estoril teljes átalakítását tervezte. 1926. augusztus 1-jén a Gazeta dos Caminhos de Ferro beszámolt arról, hogy már megépült az új Estoril állomásépület, amely a park körüli épületekéhez hasonló építészeti stílust alkalmazott. Ugyanezen év augusztus 15-én tartották a Cascais-vonal elektromos vontatásának avatóünnepségét.
1937. február 14-én külön vonatot szerveztek Cais do Sodré-tól Cascais-ig a Cascais-vonal négy új kocsijának felavatására, a visszaútra pedig a vonat Estorilnál állt meg, ünnepelni.
1976-ban lejárt a szerződés a Sociedade Estorillal, a Cascais-vonalat közvetlenül a portugál vasút kezdte használni.

## Vasútvonalak
Az állomást az alábbi vasútvonalak érintik:
- Linha de Cascais

## Kapcsolódó állomások
Az állomáshoz az alábbi állomások vannak a legközelebb:
- Monte Estoril railway station (Cascais railway station, Linha de Cascais)
- São João do Estoril railway station (Cais do Sodré vasútállomás, Linha de Cascais)